# آیاسا ایتو
آیاسا ایتو (انگلیسی: Ayasa Itō؛ ۱۷ اوت ۱۹۹۶ – ) صداپیشه اهل ژاپن بود.